# Hans Rosenthal
Hans Rosenthal (Berlín, 2 de abril de 1925 - ib., 10 de febrero de 1987) fue un presentador alemán.

## Biografía
Rosenthal nació en Berlín el 2 de abril de 1925, en el seno de una familia de judíos alemanes que vivía en Prenzlauer Berg. Su infancia estuvo marcada por el ambiente antisemita de la Alemania nazi y el fallecimiento de sus padres cuando aún era menor de edad. Su padre Kurt murió en 1937, después de haber perdido su empleo en el Deutsche Bank por la cláusula aria, mientras que su madre falleció en 1941 por un cáncer colorrectal. Durante un tiempo estuvo en un orfanato junto con su hermano menor Gert; mientras Hans salió de allí para hacer trabajos forzados, Gert terminó deportado en un campo de concentración en Riga y falleció en el Holocausto.
Hans escapó de la deportación masiva de judíos berlineses en 1943 —Fabrikaktion— y permaneció escondido durante tres años en el cobertizo de un huerto municipal de Berlin-Lichtenberg, con la ayuda de tres mujeres alemanas que le facilitaron víveres. Rosenthal no salió de allí hasta que el Ejército Rojo liberó la zona oriental el 25 de abril de 1945. Las personas que le mantuvieron oculto fueron condecoradas a título póstumo como Justas entre las Naciones en 2015.
Durante mucho tiempo, Rosenthal mantuvo un papel discreto sobre su vida privada y el sufrimiento que hubo de afrontar como judío alemán. No fue hasta 1980, ya consolidado como una de las figuras más queridas de la televisión alemana, cuando repasó sus episodios más traumáticos en la autobiografía Zwei Leben in Deutschland («Dos vidas en Alemania»), convertida en un multiventas. Llegó a ser miembro destacado del Consejo Central de los Judíos en Alemania y fue presidente del Tennis Borussia Berlin desde 1965 hasta 1973.
En su biografía desveló también un episodio poco conocido que le vincula a España: en 1968 compró un espacio en una radio local de Tenerife para emitir un programa orientado a turistas alemanes en Canarias. No obstante, el proyecto no tuvo recorrido por falta de anunciantes y terminó cerrándolo con pérdidas de 35.000 marcos.
Falleció el 10 de febrero de 1987, a los 61 años, víctima de un cáncer de estómago del que no se habían desvelado detalles hasta su ingreso hospitalario. Fue enterrado con honores en el cementerio judío de Heerstrasse. Desde 1993, la plaza frente al edificio de la RIAS en Berlin-Schöneberg —sede actual de Deutschlandradio Kultur— pasó a llamarse Hans-Rosenthal-Platz.

## Trayectoria profesional
Después de la guerra, Rosenthal comenzó a trabajar en Berliner Rundfunk, la radio pública de la zona oriental. Tuvo numerosos desencuentros con la Administración Militar Soviética y en 1948 se desplazó a la zona occidental para ingresar en la RIAS, la radio de las fuerzas de ocupación estadounidenses. Allí se labró una reputación como presentador de entretenimiento y dirigió numerosos programas que fueron emitidos en las emisoras de la ARD, tales como Wer fragt, gewinnt (1954-1974), Spass muss sein (1959-1986), Allein gegen alle (1963-1977) y Sonntagsrätsel (1965-1987) entre otros.
En los años 1960 debutó como presentador de televisión en la ZDF, la televisión pública federal, donde condujo espacios como Gut gefragt ist halb gewonnen (1964-1970), Dalli Dalli (1971-1986), KO OK (1977-1980) y Rate mal mit Rosenthal (1979-1986).
El programa más popular de Rosenthal era el concurso Dalli Dalli, una coproducción de ZDF con la radiodifusora austriaca ORF, del que se grabaron 153 episodios desde 1971 hasta 1986. En este espacio, con público en directo, los famosos concursaban en distintas pruebas de velocidad que eran valoradas con humor por un panel de jueces. El presentador acuñó un latiguillo por el que sigue siendo recordado: si preguntaba al público Sie sind der Meinung, das war ... ? («¿Qué pensáis, ha sido...?») y los espectadores gritaban Spitze! («¡Genial!»), el presentador daba un salto y la imagen se quedaba congelada mientras permanecía en el aire. El nombre del programa, Dalli Dalli, es una interjección del casubio que significa «Date prisa».
Rosenthal se mantuvo en activo hasta finales de 1986, meses antes de su fallecimiento. Aún hoy es recordado como uno de los presentadores más importantes en la historia de la ZDF, junto con Frank Elstner y Thomas Gottschalk.
En 2025, la ZDF estrenó el telefime Rosenthal, protagonizado por Florian Lukas. La película profundiza en la vida del presentador en torno a una anécdota ocurrida en 1978, cuando no quiso grabar un programa de Dalli Dalli porque su emisión coincidía con el 50º aniversario de la noche de los cristales rotos.